# Боличе
Боличе (Boliche, также boliche mechado) — популярное жаркое в кубинской кухне, состоящее из тушёной говядины (задняя часть или eye round), начинённой ветчиной или колбасками чоризо. Мясо с начинкой поджаривается на оливковом масле, затем томится в соусе из лука, помидор, чеснока, красного вина и специй (кориандр, орегано и лавровый лист) до тех пор, пока мясо не станет мягким, после этого добавляется разрезанный на четвертинки картофель . В процессе приготовления вкусы ветчины и говядины смешиваются, ветчина также пропитывает говядину изнутри и делает её более сочной .
Боличе обычно подают с белым рисом, черной фасолью и жареными сладкими бананами. Для приготовления блюда можно использовать и другие куски говядины, например говяжью вырезку.